# Garigny

Garigny este o comună în departamentul Cher, Franța. În 1 ianuarie 2022 avea o populație de 220 de locuitori.